# Buyeo
Buyeo, Fuyu lub Puyŏ (kor. 부여) – starożytne państwo w Mandżurii.
Początki państwa Buyeo są niejasne, ale kraj ten znano już w Chinach podczas Okresu Walczących Państw (V–III w. p.n.e.). 
Ich zwyczaje opisane zostały w chińskiej kronice Sanguo Zhi. Mieszkańcy Buyeo byli głównie rolnikami. Tworzyli ponadplemienne państwo z królem na czele. Możliwe, że początkowo królowie Buyeo byli wybierani przez starszyznę. Stolica znajdowała się w okolicy współczesnego Nong’an. Kraj składał się z czterech prowincji, zarządzanych przez urzędników ka. W odróżnieniu od Chińczyków, mieszkańcy Buyeo nosili białe ubrania. Praktykowano lewirat – po śmierci starszego brata jego młodszy brat żenił się z wdową. Przed wyprawą zbrojną zabijano wołu jako ofiarę dla Niebios, praktykowano też wróżbiarstwo.
Pod koniec panowania Wschodnich Hanów, chiński gubernator wojskowy Gongsun Du w Liaodong wspomógł Buyeo odeprzeć ataki Xianbei na północy i Goguryeo na wschodzie. Po zniszczeniu rodziny Gongsun, królestwo Wei wysłało Wuqiu Jian, by zaatakował Goguryeo. Oddział trzeciego korpusu ekspedycyjnego dostarczył do Chin szczegółowe informacje na temat Buyeo.
W 285 roku plemię Murong z Xianbei, prowadzone przez Murong Hui, najechało Buyeo, doprowadzając do samobójstwa króla Uireo (依慮). Sima Yan doprowadził do odrodzenia się Buyeo, a jako króla obsadził Uira (依羅). Ataki królestwa Goguryeo powodowały osłabienie państwa. Strata fortecy w okolicach Harbinu, granice Buyeo przesunęły się w kierunku południowo-zachodnim do Nong’an. Około 347 roku, Buyeo zostało podbite przez Murong Huanga, założyciela Wcześniejszej dynastii Yan, a król Xuan (玄) i jego ludzie, wzięci do niewoli.
Przy pierwszych znakach upadku część mieszkańców Buyeo wyemigrowała do Korei na ziemie Okjeo (沃沮). W Goguryeo zwani byli Wschodnimmi Buyeo. Ich ziemie zostały w 483 włączone do Goguryeo.
Część Buyeo pozostawała w okolicach Harbinu, ich tereny znajdowały się pod wpływem władców Goguryeo. W 457 roku kraj ten płacił daninę dla Północnego Wei. W 494 roku został podbity przez wzrastające w siłę Wuji (Mohe), a rodzina królewska uciekła do Goguryeo.
Koreańskie królestwa Goguryeo i Baekje uważały, że są spadkobiercami Buyeo, ponieważ Dongmyeong, założyciel Goguryeo, był początkowo księciem Buyeo, zaś założyciel Baekje król Onjo był synem Dongmyeonga. Według Samguk sagi (Kronik Trzech Królestw) Goguryeo początkowo składało się z kilku księstw, w tym Jolbon Buyeo (졸본부여, 卒本扶餘), które były lennikami Dongmyeonga. Baekje oficjalnie zmieniło nazwę na Nambuyeo (남부여, 南扶餘, Południowe Buyeo) w 538 roku. Koreańscy historycy uważają Buyeo za część historii Korei.